# Granice (Busovača, BiH)
Granice su naseljeno mjesto u općini Busovača, Federacija Bosne i Hercegovine, BiH.

## Stanovništvo

### 1991.
Nacionalni sastav stanovništva 1991. godine, bio je sljedeći:
ukupno: 174
- Hrvati - 136
- Srbi - 27
- Muslimani - 8
- Jugoslaveni - 1
- ostali, neopredijeljeni i nepoznato - 2

### 2013.
Nacionalni sastav stanovništva 2013. godine, bio je sljedeći:
ukupno: 126
- Hrvati - 103
- Srbi - 14
- Bošnjaci - 9